# Alfred Müller (Generalleutnant)

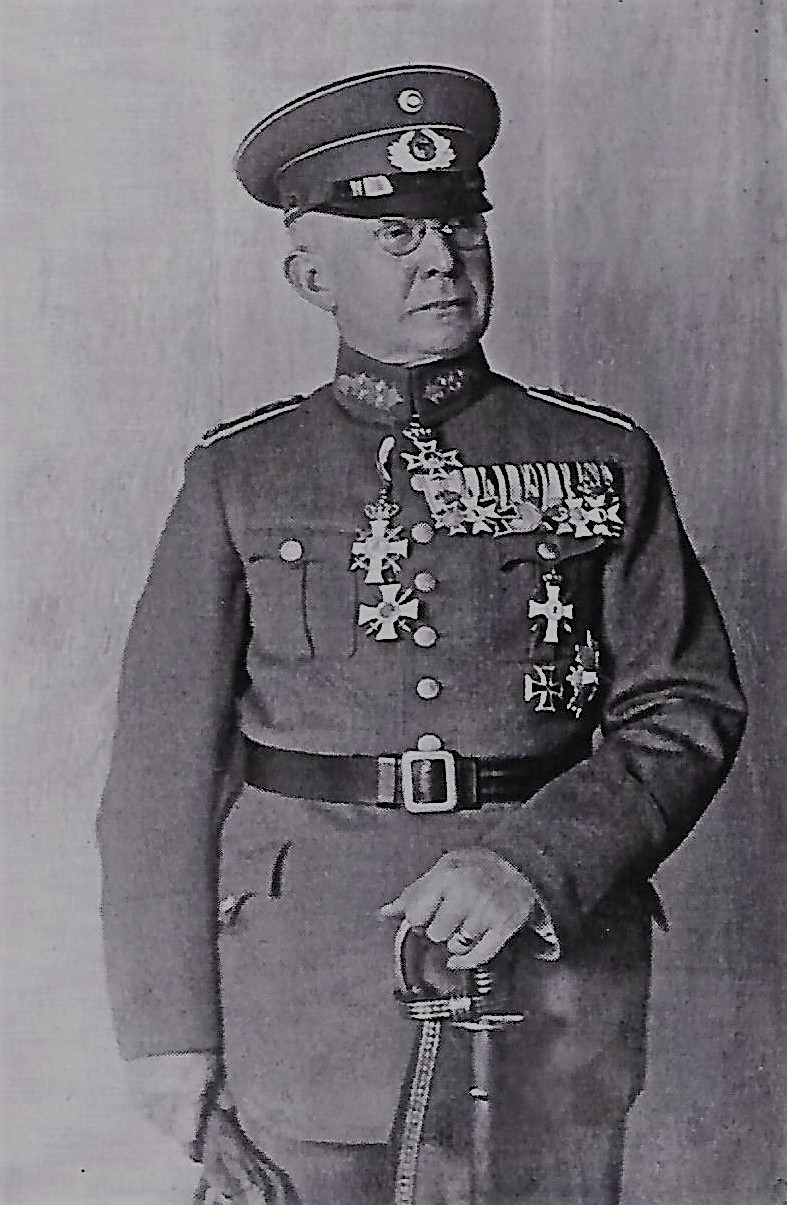
Generalleutnant Müller (1921)

Alfred Müller (* 1. Januar 1866 in Bautzen; † 29. Oktober 1925 in Jüterbog) war ein deutscher Generalleutnant der Reichswehr.

## Leben
Müller trat nach dem Abitur in die Sächsische Armee ein. Seit 1884 Sekondeleutnant im Infanterie-Regiment „König Georg“ (7. Königlich Sächsisches) Nr. 106, wurde er Ordonnanzoffizier des I. Bataillons (1888) und 1896 Regimentsadjutant. Ab 1889 war er Adjutant der 6. Infanterie-Brigade Nr. 64 in Dresden. Bis 1903 avancierte er zum Major im Generalstab des Ingenieur- und Pionierkorps. 1907 wurde er als Stabsoffizier zum 4. Königlich Sächsisches Infanterie-Regiment Nr. 179 nach Leipzig versetzt. Als Oberstleutnant wurde er 1913 zum 1. Senat des Reichsmilitärgerichts abkommandiert.
Mit Beginn des Ersten Weltkriegs kam er als Kommandeur des Reserve-Infanterie-Regiments Nr. 104 an die Westfront. Seit dem 18. April 1915 Oberst, kämpfte er mit seinem Regiment in der Schlacht bei Namur, der Schlacht an der Aisne, der Schlacht an der Marne und der Herbstschlacht in der Champagne. Für sein Verhalten erhielt Müller neben beiden Klassen des Eisernen Kreuzes das Ritterkreuz I. Klasse des Zivilverdienstordens mit Schwertern, das Offizierskreuz des Albrechts-Ordens mit Schwertern und die Hessische Tapferkeitsmedaille sowie am 29. Oktober 1915 das Kommandeurkreuz II. Klasse des Militär-St.-Heinrichs-Ordens. Am 14. März 1916 wurde er Kommandeur der 5. Infanterie-Brigade Nr. 63, die sich vor allem im Stellungskampf befand. Er wurde am 18. Mai 1918 zum Generalmajor befördert und mit der Führung der 32. Division beauftragt.
In der Reichswehr war er ab 1919 Kommandeur einer Brigade. 1921 wurde er zum Generalleutnant und Kommandeur der 4. Division ernannt und fungierte zugleich als Befehlshaber im Wehrkreis IV (Dresden). Als solcher gewann er im Deutschen Oktober politische Bedeutung. Als das II. Bataillon des 12. Infanterie-Regiments von den Aufständen in Oberschlesien nach Quedlinburg zurückkehrte, wurde es auf Müllers Befehl kurzzeitig zur Unruhebekämpfung und Verstärkung der Truppenteile in Sachsen eingesetzt. Als Inhaber der vollziehenden Gewalt ließ er am 13. Oktober 1923 die Proletarischen Hundertschaften verbieten. Drei Tage später wurde die sächsische Polizei der Reichswehr unterstellt. Durch einen Unfall kam Alfred Müller im Oktober 1925 beim Gefechtsschießen auf dem Truppenübungsplatz in Jüterbog mit 59 Jahren ums Leben. Beigesetzt wurde er auf dem Dresdner Nordfriedhof.

## Weitere Auszeichnungen
- Komtur II. Klasse des Albrechts-Ordens mit Schwertern
- Sächsische Dienstauszeichnung für 25 Jahre
- Roter Adlerorden IV. Klasse
- Komtur II. Klasse des Philippsordens mit Schwertern

## Quelle
- Zwölfer-Bund, Kameradschaft ehemaliger 12er–467er–27er, Mitteilungsheft Nr. 134 (2018), S. 20.